# Gloydius tsushimaensis
Espèce
Synonymes
- Agkistrodon tsushiamensis
Isogawa, Moriya & Mitsui, 1994

Gloydius tsushimaensis est une espèce de serpents de la famille des Viperidae. 

## Répartition
Cette espèce est endémique de l'Île Tsushima au Japon.

## Description
C'est un serpent venimeux.

## Étymologie
Son nom d'espèce, composé de tsushima et du suffixe latin -ensis, « qui vit dans, qui habite », lui a été donné en référence au lieu de sa découverte.

## Publication originale
- Isogawa, Moriya & Mitsui, 1994 : A new snake from the genus Agkistrodon (Serpentes: Viperidae) from Tsushima Island, Nagasaki Prefecture. Japanese Journal of Herpetology, vol. 15, n. 3, p. 101-111.